# ألبرت بيرنس
ألبرت بيرنس  وهو سياسي، من ألمانيا، ولد في هانوفر، كان عضوًا في الحزب الديمقراطي الاجتماعي الألماني، توفي عن عمر يناهز 85 عاماً.

## مناصب
تولى منصب عضو مجلس الشورى الموحد بروسيا.